# Kanindé
Kanindé (Canindé), pleme američkih Indijanaca iz brazilskih država Ceará i Paraíba, danas naseljeno na području općina Aratuba i Canindé u Ceari. Populacija im iznosi 1.106 (141 obitelj). Njihovo porijeklo je od starih Tarairiú Indijanaca.